# Едвард Бернајз
Едвард Луиз Бернајз (енгл. Edward Louis Bernays; 22. новембар 1891 − 9. март 1995) је био амерички пионир у области односа са јавношћу и пропаганде, а у својој читуљи је био назван „оцем односа с јавношћу“.
Његове најпознатије кампање укључују покушаје из 1929. да промовише пушење жена брендирањем цигарета као феминистичких „Бакља слободе“, и његов рад за United Fruit Company 1950-их, повезан са рушењем демократски изабране владе Гватемале под дириговањем ЦИА-е. 1954. Радио је за десетине великих америчких корпорација, укључујући Procter & Gamble и General Electric, и за владине агенције, политичаре и непрофитне организације. Његов ујак је био психоаналитичар Сигмунд Фројд.
Од многих његових књига, Crystallizing Public Opinion (1923) и Propaganda (1928) привукле су посебну пажњу као рани напори да се дефинише и теоретизира област односа с јавношћу. Позивајући се на дела писаца као што су Гистав ле Бон, Вилфред Тротер, Волтер Липман и Сигмунд Фројд (ујак), описао је масе као ирационалне и подложне инстинкту стада — и навео како вешти практичари могу да користе психологију гомиле и психоанализу да их контролише на жељене начине. Бернајз је касније синтетизовао многе од ових идеја у својој послератној књизи Односи са јавношћу (1945), која описује науку о управљању информацијама које организација даје јавности, на начин који је најповољнији за организацију. Он то чини тако што прво даје преглед историје односа с јавношћу, а затим даје увид у његову примену.
Бернајза је Life прогласио за једног од 100 најутицајнијих Американаца двадесетог века. Био је предмет целе биографије Ларија Таја под насловом The Father of Spin (1999), а касније и награђиваног документарног филма Адама Кертиса из 2002. за ББЦ под насловом The Century of the Self.